# Synetaeris brevicauda
Synetaeris brevicauda är en stekelart som först beskrevs av Horstmann 1987.  Synetaeris brevicauda ingår i släktet Synetaeris och familjen brokparasitsteklar. Inga underarter finns listade i Catalogue of Life.